# الاتحاد الآسيوي لكرة السلة
الاتحاد الآسيوي لكرة السلة أو فيبا آسيا (بالإنكليزية: FIBA Asia) هو اتحاد كرة سلة في آسيا تحت مظلة الاتحاد الدولي لكرة السلة ويضم 44 اتحاد وطني.

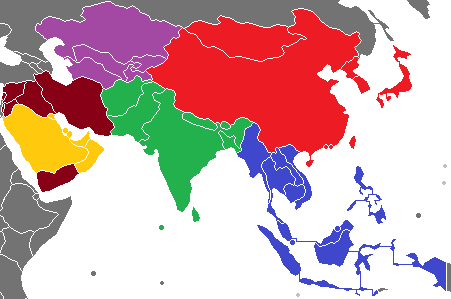
الاتحادات الوطنية.

## المنتخبات
| آسيا الوسطى - كازاخستان - قرغيزستان - طاجيكستان - تركمانستان - أوزبكستان | شرق آسيا - الصين - تايبيه الصينية - كوريا الشمالية - هونغ كونغ - اليابان - كوريا الجنوبية - ماكاو - منغوليا | الخليج العربي - البحرين - الكويت - عمان - قطر - السعودية - الإمارات العربية المتحدة | جنوب آسيا - أفغانستان - بنغلاديش - بوتان - الهند - المالديف - نيبال - باكستان - سريلانكا | جنوب شرق آسيا - بروناي - كمبوديا - إندونيسيا - لاوس - ماليزيا - ميانمار - الفلبين - سنغافورة - تايلاند - فيتنام | غرب آسيا - إيران - العراق - الأردن - لبنان - فلسطين - سوريا - اليمن |

## وصلات خارجية
- الموقع الإلكتروني